# 魏木樹

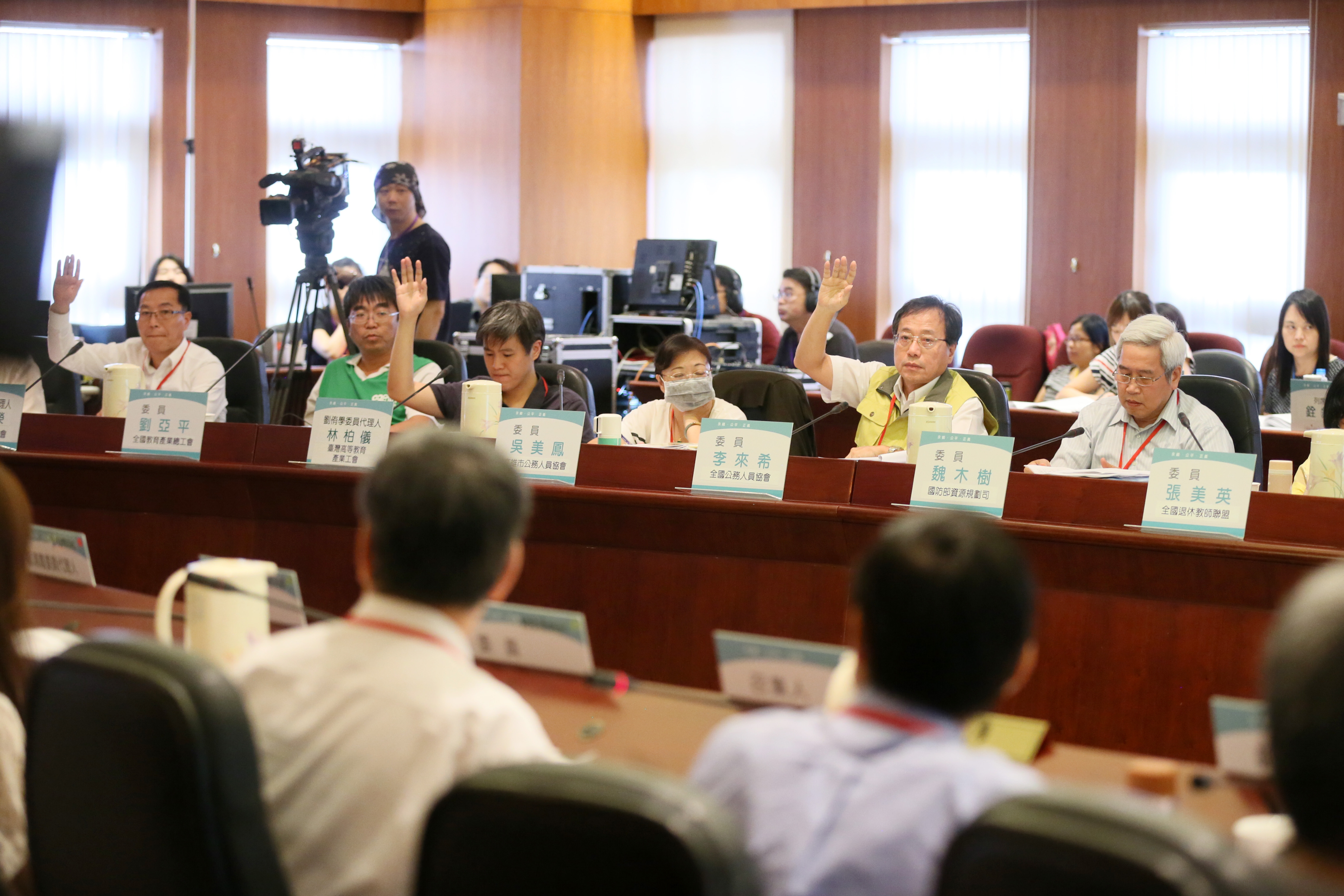
魏木樹(右一)

魏木樹，中華民國空軍少將，畢業於空軍機械學校69年班、三軍大學空軍學院82年班，現任國防部資源規劃司科技企劃處處長，曾任空軍航空技術學院中校主任教官、國防部參謀本部人事參謀次長室上校人事參謀官、行政院國軍退除役官兵輔導委員會常務輔導員。2016年6月8日代表全體現役軍人出任總統府國家年金改革委員會委員。

## 外部連結
- 總統府國家年金改革委員會-委員名單 （页面存档备份，存于）

| 中華民國政府職務 | 中華民國政府職務                     | 中華民國政府職務 |
| ---------------- | ------------------------------------ | ---------------- |
| 中華民國總統府   |                                      |                  |
| 前任： '         | 國家年金改革委員會委員 2016年6月8日- | 繼任： '         |